# Lophothericles malosae
Lophothericles malosae är en insektsart som beskrevs av Marius Descamps 1977. Lophothericles malosae ingår i släktet Lophothericles och familjen Thericleidae. Inga underarter finns listade i Catalogue of Life.